# Latisternum marshalli
Latisternum marshalli är en skalbaggsart som beskrevs av Stefan von Breuning 1935. Latisternum marshalli ingår i släktet Latisternum och familjen långhorningar.
Artens utbredningsområde är Kenya. Inga underarter finns listade i Catalogue of Life.